# Primera ronda de la clasificación de CAF para la Copa Mundial de Fútbol de 2018
La Primera Ronda de la Clasificación de CAF para la Copa Mundial de Fútbol de 2018 fue la etapa que determinó a los clasificados a la segunda ronda del torneo clasificatorio de la Confederación Africana de Fútbol (CAF). Los partidos se jugaron del 5 al 13 de octubre de 2015.

## Equipos participantes
En la primera ronda participarán las 26 selecciones con la clasificación más baja en el ranking FIFA publicado el 9 de julio de 2015, estas son las selecciones ubicadas en los puestos 28 al 53 en la lista de equipos participantes.

## Sorteo
El sorteo de la primera ronda se realizó el 25 de julio de 2015 en el Palacio Konstantínovski en la ciudad de San Petersburgo, Rusia, dentro del marco del sorteo preliminar de la Copa Mundial de la FIFA Rusia 2018. Las 26 selecciones involucradas fueron distribuidas en dos bombos de acuerdo a su posición en el ranking FIFA de julio de 2015, los equipos ubicados del puesto 28 al 40 en el bombo 4 y los equipos del 41 al 53 en el bombo 5.
La numeración corresponde a la ubicación en la lista de equipos participantes y entre paréntesis se indica el puesto de cada selección en el ranking FIFA tomado en consideración.
| Bombo 4 | Bombo 5 |
| --- | --- |
| 28. Níger (96) 29. Etiopía (101) 30. Malaui (108) 31. Sierra Leona (111) 32. Namibia (114) 33. Kenia (116) 34. Botsuana (120) 35. Madagascar (122) 36. Mauritania (128) 37. Burundi (131) 38. Lesoto (131) 39. Guinea-Bisáu (133) 40. Suazilandia (138) | 41. Tanzania (139) 42. Gambia (143) 43. Liberia (161) 44. República Centroafricana (170) 45. Chad (173) 46. Mauricio (180) 47. Seychelles (186) 48. Comoras (187) 49. Santo Tomé y Príncipe (189) 50. Sudán del Sur (195) 51. Eritrea (204) 52. Somalia (205) 53. Yibuti (207) |

El procedimiento del sorteo fue el siguiente:
- Un equipo del bombo 4 y uno del bombo 5, en ese orden, fueron sorteados para formar un emparejamiento.
- La misma mecánica anterior se aplicó con los doce equipos restantes de ambos bombos para formar los 12 emparejamientos restantes.
- En cada serie, se determinó que el equipo que fue sorteado del bombo 4 es el que ejerce de local en el partido de ida.

De esa manera quedaron conformadas las 13 series.

## Formato de competición
Las 26 selecciones que participan en esta ronda formaron 13 series de 2 equipos, las selecciones se enfrentan en partidos de ida y vuelta con un sistema de eliminación directa. En cada serie, clasifica a la segunda ronda el equipo que marque más goles en ambos partidos. Si ambos equipos marcan la misma cantidad de goles en los dos partidos se aplica la regla del gol de visitante, si los goles marcados de visita por los equipos es el mismo o si ambos partidos terminan empatados cero a cero se procede a jugar un tiempo extra de dos periodos de 15 minutos cada uno al finalizar el partido de vuelta. Si no se marcan goles en el tiempo extra se define al ganador mediante tiros desde el punto penal. Si en el tiempo extra ambos equipos marcan la misma cantidad de goles se declara ganador al equipo visitante sobre la base de la regla del gol de visitante.
Los procedimientos anteriores son aplicados de acuerdo al artículo 20.10 del reglamento de la competición preliminar de la Copa Mundial de la FIFA 2018.

## Resultados
- Las horas indicadas corresponden al huso horario local de la ciudad sede de cada partido.

| Fechas               | Local ida                | Resultado global | Local vuelta | Ida   | Vuelta |
| -------------------- | ------------------------ | ---------------- | ------------ | ----- | ------ |
| 9 y 13 de octubre    | Somalia                  | 0 – 6            | Níger        | 0 - 2 | 0 - 4  |
| 7, 8 y 13 de octubre | Sudán del Sur            | 1 – 5            | Mauritania   | 1 - 1 | 0 - 4  |
| 9 y 13 de octubre    | Gambia                   | 2 – 3            | Namibia      | 1 - 1 | 1 - 2  |
| 8 y 11 de octubre    | Santo Tomé y Príncipe    | 1 – 3            | Etiopía      | 1 - 0 | 0 - 3  |
| 10 y 13 de octubre   | (v) Chad                 | 2 – 2            | Sierra Leona | 1 - 0 | 1 - 2  |
| 7 y 13 de octubre    | (v) Comoras              | 1 – 1            | Lesoto       | 0 - 0 | 1 - 1  |
| 9 y 17 de octubre    | Yibuti                   | 1 – 8            | Suazilandia  | 0 - 6 | 1 - 2  |
| 10 y 13 de octubre   | Eritrea                  | 1 – 5            | Botsuana     | 0 - 2 | 1 - 3  |
| 7 y 13 de octubre    | Seychelles               | 0 – 3            | Burundi      | 0 - 1 | 0 - 2  |
| 8 y 13 de octubre    | Liberia                  | 4 – 2            | Guinea-Bisáu | 1 - 1 | 3 - 1  |
| 10 y 13 de octubre   | República Centroafricana | 2 – 5            | Madagascar   | 0 - 3 | 2 - 2  |
| 7 y 11 de octubre    | Mauricio                 | 2 – 5            | Kenia        | 2 - 5 | 0 - 0  |
| 7 y 11 de octubre    | Tanzania                 | 2 – 1            | Malaui       | 2 - 0 | 0 - 1  |

### Somalía - Níger
| 9 de octubre de 2015, 15:30 (UTC+3) | Somalía | 0:2 (0:0)                | Níger                 | Estadio de Adís Abeba, Adís Abeba (Etiopía) |                            |
|                                     |         | FIFA Reporte CAF Reporte | Maâzou 58' 62' (pen.) | Árbitro(s): Haithem Kossaï                  | Árbitro(s): Haithem Kossaï |

| 13 de octubre de 2015, 16:00 (UTC+1) | Níger                          | 4:0 (3:0)                | Somalía | Estadio General Seyni Kountché, Niamey |                                |
|                                      | Cissé 13' 68' · Maâzou 18' 32' | FIFA Reporte CAF Reporte |         | Árbitro(s): Falou Galasse Kane         | Árbitro(s): Falou Galasse Kane |

Níger avanzó a la segunda ronda luego de ganar la serie con un marcador global de 6-0.

### Sudán del Sur - Mauritania
| 7 y 8 de octubre de 2015, 16:30 y 11:00 (UTC+3) | Sudán del Sur   | 1:1 (1:1)                | Mauritania | Estadio de Yuba, Yuba       |                             |
|                                                 | Abui Pretino 5' | FIFA Reporte CAF Reporte | Bagili 3'  | Árbitro(s): Rajab Bakasambe | Árbitro(s): Rajab Bakasambe |

| 13 de octubre de 2015, 17:00 (UTC±0) | Mauritania                                          | 4:0 (1:0)                | Sudán del Sur | Estadio Olímpico, Nuakchot |                         |
|                                      | Khalil 4' · Bagili 62' · Samba 85' · Diakité 90'+2' | FIFA Reporte CAF Reporte |               | Árbitro(s): Fidel Gomes    | Árbitro(s): Fidel Gomes |

Mauritania avanzó a la segunda ronda luego de ganar la serie con un marcador global de 5-1.

### Gambia - Namibia
| 9 de octubre de 2015, 17:00 (UTC±0) | Gambia     | 1:1 (0:0)                | Namibia       | Estadio Independencia, Bakau |                             |
|                                     | Jammeh 78' | FIFA Reporte CAF Reporte | Stephanus 65' | Árbitro(s): Ousmane Karembe  | Árbitro(s): Ousmane Karembe |

| 13 de octubre de 2015, 16:00 (UTC+2) | Namibia                    | 2:1 (1:1)                | Gambia    | Estadio Sam Nujoma, Windhoek |                          |
|                                      | Stephanus 42' · Somaeb 63' | FIFA Reporte CAF Reporte | Dibba 10' | Árbitro(s): Joshua Bondo     | Árbitro(s): Joshua Bondo |

Namibia avanzó a la segunda ronda luego de ganar la serie con marcador global de 3-2.

### Santo Tomé y Príncipe - Etiopía
| 8 de octubre de 2015, 15:00 (UTC±0) | Santo Tomé y Príncipe | 1:0 (0:0)                | Etiopía | Estadio Nacional 12 de Julho, Santo Tomé |                            |
|                                     | Luís Leal 87'         | FIFA Reporte CAF Reporte |         | Árbitro(s): Alhadi Mahamat               | Árbitro(s): Alhadi Mahamat |

| 11 de octubre de 2015, 16:00 (UTC+3) | Etiopía                                | 3:0 (1:0)                | Santo Tomé y Príncipe | Estadio de Adís Abeba, Adís Abeba |                                 |
|                                      | Fekadu 1' · Panom 48' (pen.) · Lok 75' | FIFA Reporte CAF Reporte |                       | Árbitro(s): Jean Claude Ishimwe   | Árbitro(s): Jean Claude Ishimwe |

Etiopía avanzó a la segunda ronda luego de ganar la serie con un marcador global de 3-1.

### Chad - Sierra Leona
| 10 de octubre de 2015, 15:30 (UTC+1) | Chad           | 1:0 (0:0)                | Sierra Leona | Estadio Polideportivo Idriss Mahamat Ouya, Yamena |                         |
|                                      | Djimrangar 47' | FIFA Reporte CAF Reporte |              | Árbitro(s): Kokou Fagla                           | Árbitro(s): Kokou Fagla |

| 13 de octubre de 2015, 15:00 (UTC+1) | Sierra Leona              | 2:1 (0:1)                | Chad           | Estadio Adokiye Amiesimaka, Port Harcourt (Nigeria) |                                |
|                                      | A. Kamara 70' · Sesay 79' | FIFA Reporte CAF Reporte | Djimrangar 45' | Árbitro(s): Aboubacar Bangoura                      | Árbitro(s): Aboubacar Bangoura |

Chad avanzó a la segunda ronda por la regla del gol de visitante luego de empatar la serie con un marcador global de 2-2.

### Comoras - Lesoto
| 7 de octubre de 2015, 15:00 (UTC+3) | Comoras | 0:0                      | Lesoto | Estadio de Beaumer, Moroni        |                                   |
|                                     |         | FIFA Reporte CAF Reporte |        | Árbitro(s): Andofetra Rakotojaona | Árbitro(s): Andofetra Rakotojaona |

| 13 de octubre de 2015, 18:00 (UTC+2) | Lesoto         | 1:1 (1:0)                | Comoras           | Estadio Setsoto, Maseru     |                             |
|                                      | Seturumane 17' | FIFA Reporte CAF Reporte | M. M'Changama 71' | Árbitro(s): Samuel Chirinda | Árbitro(s): Samuel Chirinda |

Comoras avanzó a la segunda ronda por la regla del gol de visitante luego de empatar la serie con un marcador global de 1-1.

### Yibuti - Suazilandia
| 9 de octubre de 2015, 16:00 (UTC+3) | Yibuti | 0:6 (0:1)                | Suazilandia                                                                                   | Stade El Hadj Hassan Gouled, Yibuti   |                                       |
|                                     |        | FIFA Reporte CAF Reporte | Mkhontfo 45'+1' · Ndzinisa 62' · Mu. Dlamini 74' · Hlatjwako 77' · Tsabedze 83' · Lukhele 85' | Árbitro(s): Pacifique Ndabihawenimana | Árbitro(s): Pacifique Ndabihawenimana |

| 17 de octubre de 2015, 16:00 (UTC+2) | Suazilandia      | 2:1 (2:1)                | Yibuti    | Estadio Nacional Somhlolo, Lobamba |                              |
|                                      | Hlatjwako 6' 43' | FIFA Reporte CAF Reporte | Liban 22' | Árbitro(s): Ganesh Chutooree       | Árbitro(s): Ganesh Chutooree |

Suazilandia avanzó a la segunda ronda luego de ganar la serie con un marcador global de 8-1.

### Eritrea - Botsuana
| 10 de octubre de 2015, 16:00 (UTC+3) | Eritrea | 0:2 (0:1)                | Botsuana                  | Estadio Cicero, Asmara          |                                 |
|                                      |         | FIFA Reporte CAF Reporte | Moyana 22' · Mogorosi 64' | Árbitro(s): Ibrahim Nour El Din | Árbitro(s): Ibrahim Nour El Din |

| 13 de octubre de 2015, 19:00 (UTC+2) | Botsuana                     | 3:1 (2:1)                | Eritrea   | Estadio Francistown, Francistown |                         |
|                                      | Ngele 15' 79' · Mogorosi 21' | FIFA Reporte CAF Reporte | Goitom 9' | Árbitro(s): Nelson Fred          | Árbitro(s): Nelson Fred |

Botsuana avanzó a la segunda ronda luego de ganar la serie con un marcador global de 5-1.

### Seychelles - Burundi
| 7 de octubre de 2015, 16:30 (UTC+4) | Seychelles | 0:1 (0:1)                | Burundi         | Estadio Popular, Roche Caiman |                            |
|                                     |            | FIFA Reporte CAF Reporte | Abdul Razak 15' | Árbitro(s): Lemma Nigussie    | Árbitro(s): Lemma Nigussie |

| 13 de octubre de 2015, 15:00 (UTC+2) | Burundi                    | 2:0 (0:0)                | Seychelles | Estadio del Príncipe Louis Rwagasore, Buyumbura |                                     |
|                                      | Abdul Razak 71' (pen.) 81' | FIFA Reporte CAF Reporte |            | Árbitro(s): Hafiz Abdelghani Alamen             | Árbitro(s): Hafiz Abdelghani Alamen |

Burundi avanzó a la segunda ronda luego de ganar la serie con un marcador global de 3-0.

### Liberia - Guinea-Bisáu
| 8 de octubre de 2015, 16:00 (UTC±0) | Liberia          | 1:1 (1:0)                | Guinea-Bisáu   | Estadio Antoinette Tubman, Monrovia |                             |
|                                     | Jebor 36' (pen.) | FIFA Reporte CAF Reporte | Reld Anido 63' | Árbitro(s): Fabricio Duarte         | Árbitro(s): Fabricio Duarte |

| 13 de octubre de 2015, 16:00 (UTC±0) | Guinea-Bisáu | 1:3 (1:2)                | Liberia             | Estadio 24 de Setembro, Bisáu |                            |
|                                      | Cassamá 43'  | FIFA Reporte CAF Reporte | Jebor 8' 12' 90'+6' | Árbitro(s): Ferdinand Udoh    | Árbitro(s): Ferdinand Udoh |

Liberia avanzó a la segunda ronda luego de ganar la serie con un marcador global de 4-2.

### República Centroafricana - Madagascar
| 10 de octubre de 2015, 14:30 (UTC+3) | República Centroafricana | 0:3 (0:2)                | Madagascar                                      | Estadio Municipal de Mahamasina, Antananarivo (Madagascar) |                                |
|                                      |                          | FIFA Reporte CAF Reporte | Rabeson 27' · Rakotoharimalala 39' · Johann 65' | Árbitro(s): Jean Jacques Ndala                             | Árbitro(s): Jean Jacques Ndala |

| 13 de octubre de 2015, 14:30 (UTC+3) | Madagascar                              | 2:2 (2:2)                | República Centroafricana   | Estadio Municipal de Mahamasina, Antananarivo |                            |
|                                      | Ramanamahefa 15' · Andrianantenaina 34' | FIFA Reporte CAF Reporte | Gourrier 7' · Dagoulou 44' | Árbitro(s): Daniel Bennett                    | Árbitro(s): Daniel Bennett |

Madagascar avanzó a la segunda ronda luego de ganar la serie con un marcador global de 5-2.

### Mauricio - Kenia
| 7 de octubre de 2015, 18:30 (UTC+4) | Mauricio                    | 2:5 (0:2)                | Kenia                                                 | Estadio Anjalay, Belle Vue Maurel |                            |
|                                     | Sophie 66' (pen.) · Bru 78' | FIFA Reporte CAF Reporte | Omolo 18' 82' · Masika 23' · Shakava 49' · Olunga 87' | Árbitro(s): Duncan Lengani        | Árbitro(s): Duncan Lengani |

| 11 de octubre de 2015, 16:00 (UTC+3) | Kenia | 0:0                      | Mauricio | Centro Deportivo Internacional Moi, Nairobi |                                   |
|                                      |       | FIFA Reporte CAF Reporte |          | Árbitro(s): Cosmas Mandeng Bakaly           | Árbitro(s): Cosmas Mandeng Bakaly |

Kenia avanzó a la segunda ronda luego de ganar la serie con un marcador global de 5-2.

### Tanzania - Malaui
| 7 de octubre de 2015, 16:00 (UTC+3) | Tanzania                   | 2:0 (2:0)                | Malaui | Estadio Nacional Benjamin Mkapa, Dar es-Salam |                        |
|                                     | Samata 18' · Ulimwengu 22' | FIFA Reporte CAF Reporte |        | Árbitro(s): Hagi Wiish                        | Árbitro(s): Hagi Wiish |

| 11 de octubre de 2015, 14:00 (UTC+2) | Malaui    | 1:0 (0:0)                | Tanzania | Estadio Kamuzu, Blantyre               |                                        |
|                                      | Banda 43' | FIFA Reporte CAF Reporte |          | Árbitro(s): Helder Martins de Carvalho | Árbitro(s): Helder Martins de Carvalho |

Tanzania avanzó a la segunda ronda luego de ganar la serie con un marcador global de 2-1.